# Grote mutsnaaktslak
De grote mutsnaaktslak (Daudebardia rufa) is een roofzuchtige slakkensoort uit de familie van de Oxychilidae. De wetenschappelijke naam van de soort werd in 1805 als Helix rufa gepubliceerd door Jacques Draparnaud.

## Beschrijving
De schelp van de grote mutsnaaktslak is erg afgeplat en de laatste krans is erg oorvormig. De boven- en onderrand van de behuizing lopen nagenoeg parallel. Het heeft ongeveer 2 tot 2,5 windingen en is slechts enkele millimeters groot (ongeveer 4-6 mm). Het is geelachtig, licht glanzend en dunwandig. De laatste krans is slechts licht of niet volledig verkalkt. Het oppervlak is bedekt met fijne groeistrepen. Het jonge dier kan zich nog terugtrekken in de schelp, echter in het verdere groeiverloop blijft de schelp achter in zijn ontwikkeling en wordt het dier een halfnaaktslak; de schelp zit als een dop op het achterste deel van de mantel. De embryonale schaal wordt omsloten door de terminale krans. Uitgerekt kan het dier 16 tot 20 mm lang worden. Het zachte lijfje heeft een blauwgrijze kleur.

## Verspreiding
De grote mutsnaaktslak leeft in het gebladerte en onder stenen in vochtige bossen in middelgebergten. Het voedt zich als roofdier met regenwormen, insecten (larven) en andere slakken. Het verspreidingsgebied strekt zich uit van Noord-Afrika over Zuid- en West-Europa tot het oostelijke Middellandse Zeegebied, de Balkan en Klein-Azië. In het noorden strekt het verspreidingsgebied zich uit tot het Harzgebergte en Zuid-Saksen.

## Vondst in Nederland
Op 11 november 2020 werd deze soort voor het eerst in Nederland gevonden in het dal van de Eyserbeek, naast een spoortunneltje.